# Nhà thờ Thánh Michael Tổng lãnh thiên thần ở Chrenovec-Brusno
Nhà thờ Thánh Michael Tổng lãnh thiên thần ở Chrenovec-Brusno (tiếng Slovakia: Kostol svätého Michala archanjela v Chrenovec-Brusno) là một nhà thờ giáo xứ Công giáo La Mã tọa lạc ở làng Chrenovec-Brusno, vùng Trenčín, Slovakia. Vào ngày 31 tháng 10 năm 1963, nhà thờ này được ghi danh vào Danh sách Di tích Trung ương theo quyết định của Bộ Văn hóa Cộng hòa Slovakia.

## Lịch sử
Trên địa điểm xây dựng nhà thờ Thánh Michael Tổng lãnh thiên thần ở Chrenovec-Brusno, trước đây từng có một nhà thờ cũ hơn tồn tại. Nhà thờ cũ này được xây dựng vào giữa thế kỷ 14 theo phong cách kiến trúc Gothic. Một trận hỏa hoạn xảy ra vào ngày 17 tháng 7 năm 1947 đã khiến phần mái của tháp chuông cháy rụi, chuông tan chảy và mái vòm của nhà thờ cũ không còn nguyên vẹn. Do đó, một nhà thờ mới được xây lên. Tòa tháp chuông từ ngôi nhà thờ ban đầu được giữ lại. Gian giữa của nhà thờ mới có hướng bắc nam.

## Miêu tả
Ở giữa cầu thang dẫn lên nhà thờ có nhà nguyện Đức Mẹ Lộ Đức. Ở mặt tiền của nhà thờ này có một bức tượng Chúa Giêsu và cây Thánh giá làm bằng sa thạch. Bên cạnh nhà thờ là khu nhà xứ được xây dựng vào năm 1985.